# Anna Rheinsberg
Anna Rheinsberg   (* 24. September 1956 in Berlin-Hermsdorf) ist eine deutsche Lyrikerin, Prosaautorin und Essayistin.

## Leben und Werk
Anna Rheinsberg wuchs in Berlin-Frohnau bei Mutter und Großmutter auf, ab 1963 in der Nähe von Hannover. Seit dem achten Lebensjahr schrieb sie Tagebücher, Poesiealben, Erzählungen. Das Studium der Germanistik und Volkskunde an der Philipps-Universität Marburg schloss sie bei Marie-Luise Gansberg mit einer Arbeit über Claire Goll ab. 1979 gründete Rheinsberg zusammen mit anderen Studentinnen die Marburger Frauenzeitung Spinatwachtel. Seit dieser Zeit fühlt sie sich mit der Frauenbewegung verbunden.
1984–1988 gestaltete sie im Frauenfunk des Hessischen Rundfunks die monatliche Sendung Schreibwerkstatt – Texte von Frauen. Ausgewählt und vorgestellt von Anna Rheinsberg. 2006–2008 war sie Mitarbeiterin bei dem freien Sender Radio Unerhört Marburg. Sie war Stipendiatin des Deutschen Literaturfonds Darmstadt und des Hessischen Ministers für Wissenschaft und Kunst.
Neben selbständigen Veröffentlichungen schreibt sie für mehrere Frauenzeitschriften (u. a. Schreiben, Emma, Courage, Brigitte, Mamas Pfirsiche) und Tageszeitungen (u. a. TAZ, Die Welt, Frankfurter Rundschau). Sie gehörte zum Umkreis der Alternativliteratur (Ulcus Molle Info) und arbeitete für Radio und Fernsehen. Rheinsberg beschäftigte sich mehrfach mit Leben und Werk vergessener Autorinnen der 1920er Jahre, um sie vor dem Vergessen zu bewahren. Durchgängiges Thema ist der Zusammenhang von Sprache und Gewalt bezüglich der Frauen.
1979 wirkte sie bei dem Film Das Krokodil (Michael Krause) mit, 1980/81 bei dem Film Anna der Wiener Künstlerin Linda Christanell. Ihre Erzählung Kleine Monde, Wolf wurde unter dem Titel Schnee im August verfilmt von Michael Krause (1992), der Monolog Shanghai – Erster Klasse, in dem ein Mädchen den Mord an der Mutter erzählt, wurde 1994 unter der Regie von Ulrike Hofmann-Paul am Modernen Theater Berlin uraufgeführt.
Anna Rheinsberg lebt in Marburg/Lahn.

## Auszeichnungen
- 2011: Erste Trägerin des Renate-Chotzjewitz-Häfner-Förderpreises; die Laudatio hielt Maria Regina Kaiser.[6]

## Bibliografie

### Lyrik
- Marlene in den Gassen (Kassel und Hamburg 1979), ISBN 978-3-922035-03-9.
- Bella Donna (Hamburg 1981), ISBN 978-3-922035-09-1.
- Annakonda (Hamburg 1985), ISBN 978-3-922035-31-2.
- Narcisse Noir (Hamburg 1990), ISBN 978-3-927623-04-0.
- Mit dem Hund geh’n (Berlin 2012), ISBN 978-3-95693-014-0.
- Vergissmein (Spatzen #2), (Hamburg 2018), ISBN 978-3-933444-51-6.

### Prosa
- Hannah. Liebesgeschichten (Hamburg 1982), ISBN 978-3-922035-16-9
- Alles Trutschen! (Frankfurt/M. 1983, 1990 auf Dänisch)
- Wolfskuss (Frankfurt/Main 1984), ISBN 978-3-922764-15-1.
- Marthe und Ruth (Darmstadt und Neuwied 1987), ISBN 978-3-472-86649-7.
- HerzLos (Darmstadt und Neuwied 1988), ISBN 978-3-630-86679-6.
- Shanghai – Erster Klasse (Hamburg 1996), ISBN 978-3-89401-257-1.
- Schwarzkittelweg. Drei Erzählungen (Mannheim 1995), ISBN 978-3-924652-23-4.
- Zusammen mit Hanna Mittelstädt: Liebe Hanna Deine Anna. Briefe über Liebe und Literatur (Hamburg 1999), ISBN 978-3-89401-299-1.
- Schau mich an. Roman (Hamburg 2000), ISBN 978-3-89401-354-7.
- Basco. Eine Liebesgeschichte (Hamburg 2004), ISBN 978-3-89401-435-3.
- Das grüne Kleid. Ein Reigen (Hamburg 2011), ISBN 978-3-89401-742-2.[7]

### Herausgaben
- mit Barbara Seifert: Unbeschreiblich weiblich. Reinbek 1981, ISBN 978-3-499-14881-1.
- Die Engel. Prosa von Frauen. München 1988, ISBN 978-3-499-14881-1.
- Bubikopf. Aufbruch in den Zwanzigern. Texte von Frauen. Darmstadt/Neuwied 1988, ISBN 978-3-423-61753-6.
- Kriegs/Läufe. Namen. Schrift. Über Emmy Ball-Hennings, Claire Goll, Else Rüthel. Mannheim 1989, ISBN 978-3-924652-13-5,
- Wie bunt entfaltet sich mein Anderssein. Lyrikerinnen der zwanziger Jahre. Gedichte und Portraits. Mannheim 1993, ISBN 978-3-924652-21-0,
- Zusammen mit Jutta Siegmund Schultze: Die Schönen und die Biester. Frauen schreiben über Tiere. Hamburg 1995, ISBN 978-3-455-07225-9